# Лісанне де Вітте
Лісанне де Вітте (нід. Lisanne de Witte; нар. 10 вересня 1992) — нідерландська легкоатлетка, яка спеціалізується на спринті.

## Спортивні досягнення
Срібна олімпійська призерка з естафетного бігу 4×400 метрів (2024, виступала в попередньому забігу). Фіналістка (4-е місце) олімпійських змагань зі змішаного естафетного бігу 4×400 метрів (2021). Фіналістка (6-е місце) олімпійських змагань з естафетного бігу 4×400 метрів серед жіночих команд (2021). Також брала участь в олімпійських змаганнях з бігу на 400 метрів (2021) та естафетного бігу 4×400 метрів (2016), проте потрапити до фінальних забігів не вдалось.
Чемпіонка світу з естафетного бігу 4×400 метрів (2023, виступала в попередньому забігу). Фіналістка (7-е місце) чемпіонату світу з естафетного бігу 4×400 метрів серед жінок (2019).
Чемпіонка світу в приміщенні з естафетного бігу 4×400 метрів (2024). Срібна призерка чемпіонату світу в приміщенні з естафетного бігу 4×400 метрів (2022).
Фінішувала 4-ю на Континентальному кубку з бігу на 400 метрів (2018).
Чемпіонка Європи з естафетного бігу 4×400 метрів (2022, 2024). Бронзова призерка чемпіонату Європи з бігу на 400 метрів (2018). Фіналістка (6-е місце) чемпіонату Європи з естафетного бігу 4×400 метрів (2016).
Чемпіонка Європи в приміщенні з естафетного бігу 4×400 метрів (2021). Бронзова призерка чемпіонату Європи в приміщенні з бігу на 400 метрів (2019).
Переможниця змагань з бігу на 400 метрів на Командному чемпіонаті Європи (2017).
Чемпіонка Нідерландів з бігу на 400 метрів (2016, 2017, 2019, 2021, 2024) та 800 метрів (2015).
Чемпіонка Нідерландів у приміщенні з бігу на 200 метрів (2019, 2020) та 400 метрів (2016).